# Sclerisis
Sclerisis is een geslacht van neteldieren uit de klasse van de Anthozoa (bloemdieren).

## Soorten
- Sclerisis macquariana Bayer & Stefani, 1987
- Sclerisis pulchella Studer, 1879